# 11636 Пезінок
11636 Пезінок (11636 Pezinok) — астероїд головного поясу, відкритий 27 грудня 1996 року.
Тіссеранів параметр щодо Юпітера — 3,431.